# تريفور كوهلر
تريفور كوهلر (بالإنجليزية: Trevor Koehler)‏ هو عازف جاز أمريكي، ولد في 9 يوليو 1936، وتوفي في 1 فبراير 1975 في نيويورك في الولايات المتحدة.

## وصلات خارجية
- تريفور كوهلر على موقع ميوزك برينز (الإنجليزية)
- تريفور كوهلر على موقع أول ميوزيك (الإنجليزية)
- تريفور كوهلر على موقع ديسكوغز (الإنجليزية)